# シンプレクス・ホールディングス
シンプレクス・ホールディングス株式会社（Simplex Holdings, Inc.）は、金融機関の収益業務に関わるシステムのコンサルティング業務、システム開発業務等行うシンプレクス株式会社を傘下に有する持株会社である。東証プライム上場。

## 概要
金融業界へのサービス提供を中心としており、銀行・証券・資産運用・FX・保険会社等の市場系業務、特に株式等のディーリングシステム、債券等のトレーディングシステム、デリバティブのリスク管理システム等の導入コンサルティング、設計、開発などを行っている。

### 子会社
- シンプレクス株式会社 - 完全子会社
- Xspear Consulting株式会社 - 完全子会社
- Simplex U.S.A.,Inc. - 米国所在の完全子会社
- シンプレクス・コンサルティング・ホンコン・リミテッド - 香港所在の完全子会社

## 沿革
- 1997年9月 - 外資系金融機関で金融フロント領域の実務とITサポートを行っていた金子英樹とそのメンバーにより、株式会社シンプレクス・リスク・マネジメントを設立。
- 2000年2月 - 株式会社シンプレクス・テクノロジーに社名変更。
- 2002年2月 - 株式を店頭公開。
- 2004年5月 - 東京証券取引所2部に上場。
- 2005年9月 - 東京証券取引所1部へ指定替え。
- 2010年
  - 8月 - バーチャレクス・コンサルティング株式会社の株式を追加取得し、連結子会社化。
  - 10月 - 持株会社体制への移行により、株式会社シンプレクス・ホールディングスに社名変更。新設分割により事業子会社の株式会社シンプレクス・コンサルティングを設立。
- 2013年
  - 8月 - マネジメント・バイアウトを目的に、カーライル・グループと刈田・アンド・カンパニー傘下の株式会社SCKホールディングスが株式公開買付けを実施。当時の最小取引単位1株あたり45,000円で実施され、議決権所有割合92.65％の株式を取得[2][3]。
  - 10月 - いわゆる二段階買収によりSCKホールディングスが全株式を取得。上場廃止[4]。
- 2014年1月 - SCKホールディングスを存続会社として、シンプレクス・ホールディングス及びシンプレクス・コンサルティングを吸収合併。社名をシンプレクス株式会社（初代）とする[5]。
- 2016年
  - 6月 - バーチャレクス・コンサルティングが東京証券取引所マザーズへ株式上場。同社が子会社でなくなる[6]。
  - 11月 - 株式会社刈田・アンド・カンパニー傘下の株式会社SKホールディングスが、カーライル・グループ傘下のファンドから保有株式をすべて取得[7]。
  - 12月 - SKホールディングスがシンプレクスを吸収合併し、シンプレクス株式会社（2代）に商号変更。単独株式移転により持株会社のシンプレクス・ホールディングス株式会社を設立[7]。
- 2021年9月 - シンプレクス・ホールディングスが東京証券取引所1部に上場[8]。